# Propifenazon
A propifenazon nem-szteroid gyulladásgátló, láz- és fájdalomcsillapító, valamint a vérlemezkék összetapadását gátló anyag.

## Hatásmód
A ciklooxigenáz(en) enzimeket gátolja. Ezek az enzimek alakítják át az arachidonsavat gyűrűs endoperoxidokká, melyekből a prosztaglandinok keletkeznek. A prosztaglandinok – sok más funkciójuk mellett – szerepet játszanak a szervezet gyulladásos reakcióiban és hőmérsékletszabályozásában.

## Amidazofen
Friedrich Stolz(de) német kémikus 1896-ban a propifenazon izopropil-csoportját dimetilamino-csoporttal helyettesítette. Az így kapott aminofenazon (Amidazofen) erősebb láz- és fájdalomcsillapító, de egyúttal a mellékhatásai is erősebbek.

## Metabolizmus
A propifenazon fő lebontási módja a 2-es nitrogénatom demetilációja (a metilcsoport leszakadása). Az így keletkező N-2-demetilpropifenazon enol-glükuronidja(en) adja a vizelettel ürülő anyagcseretermékek 80%-át. A propifenazon enol-glükuronidja adja a metabolitok másik csoportját.

## Toxicitás
|           | tengeri- malac | egér | pat- kány |
| --------- | -------------- | ---- | --------- |
| szájon át | 1050           | 960  | 860       |
| hasfalba  |                | 295  |           |

| macska | 150 |
| nyúl   | 500 |

## Készítmények
A nemzetközi gyógyszerkereskedelemben számos készítmény van forgalomban önállóan és sokféle gyógyszerkombinációban.
Magyarországon (mindegyik készítmény propifenazon és paracetamol kombinációja):
- BÉRES TRINELL PRO filmtabletta
- SARIDON tabletta